# Metapone krombeini
Metapone krombeini é uma espécie de formiga do gênero Metapone, pertencente à subfamília Myrmicinae.